# Ronde van Simpelveld

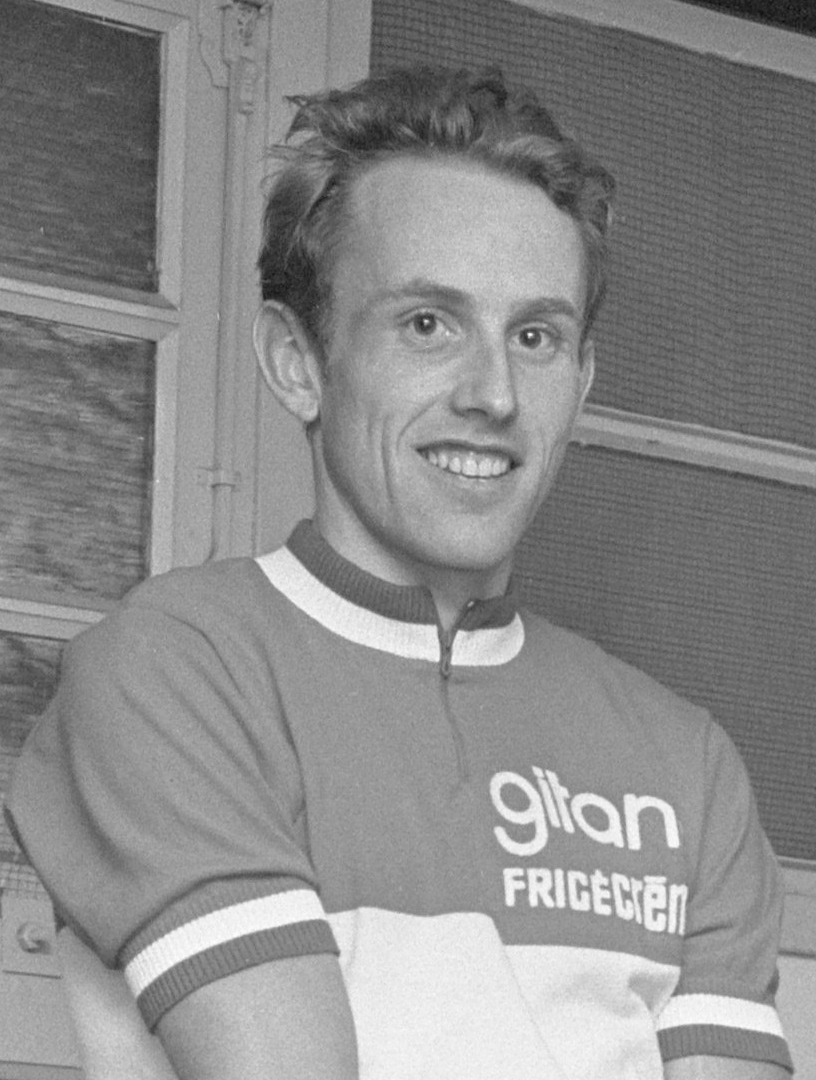
Joop Zoetemelk

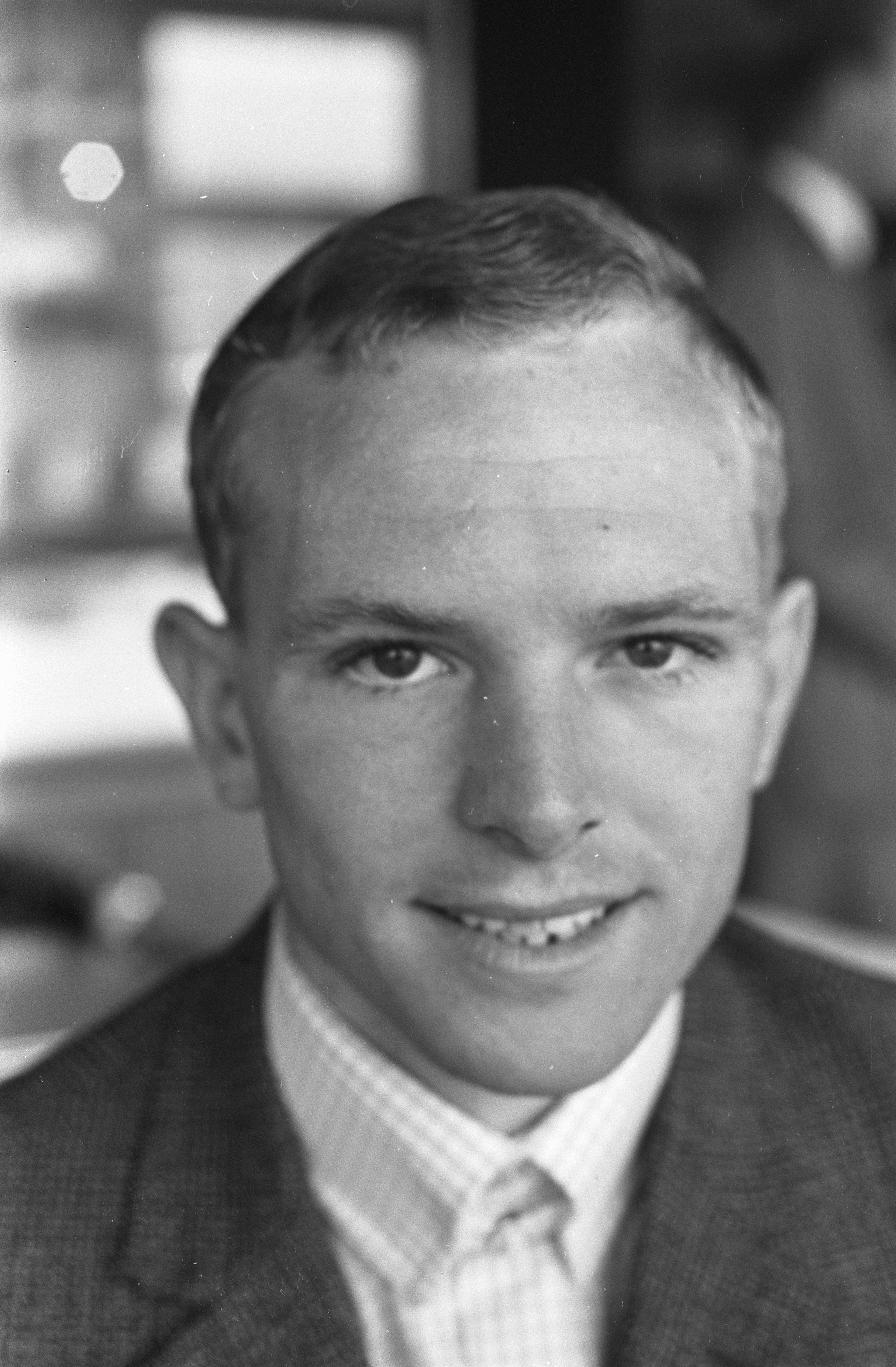
Wim Schepers

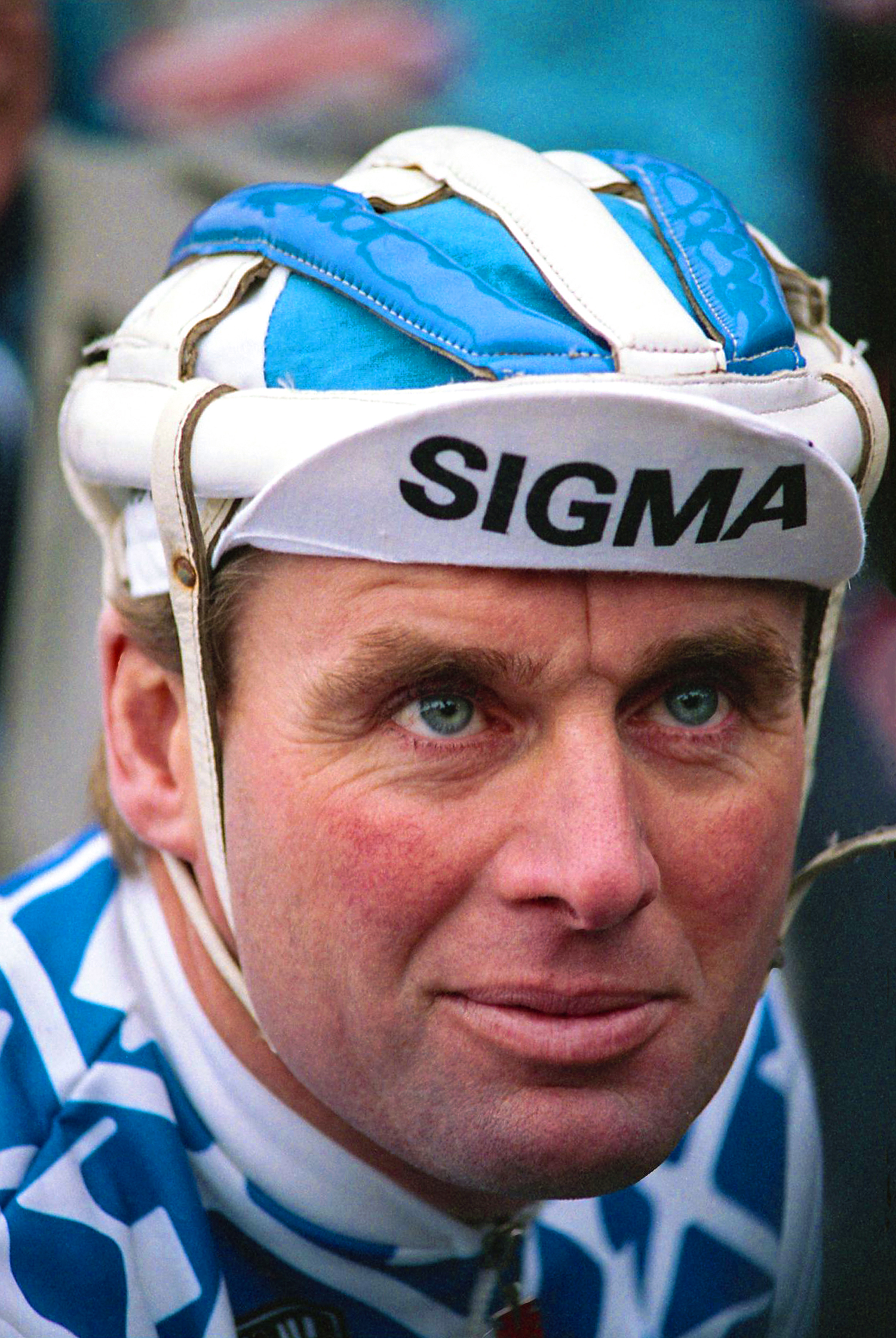
Hennie Kuiper

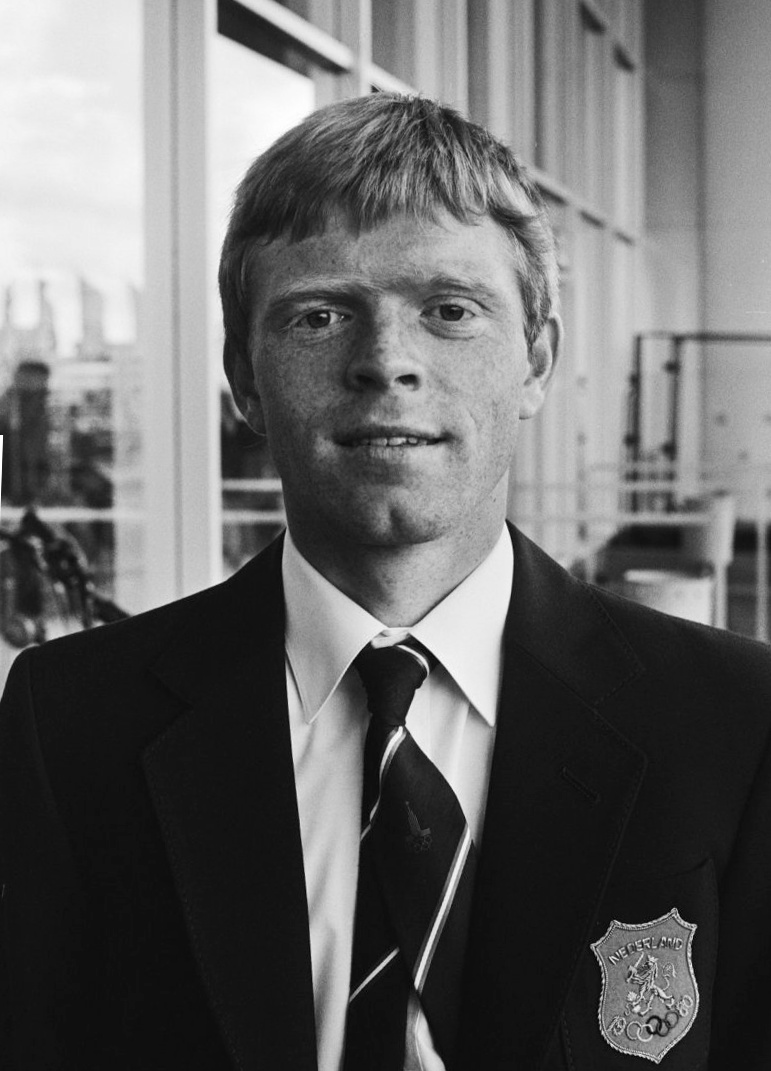
Peter Winnen

De Ronde van Simpelveld werd van 1964 t/m 1989 (bijna) jaarlijks in augustus in Simpelveld gereden. 
Recordwinnaars zijn Joop Zoetemelk (1970 en 1977), Wim Schepers (1966 en 1971), Hennie Kuiper (1979 en 1986) en Peter Winnen (1983 en 1985) met elk 2 overwinningen.

## Winnaars
| Jaar | Winnaar              | 2e plaats            | 3e plaats           |
| ---- | -------------------- | -------------------- | ------------------- |
| 1964 | Huub Harings         | Leo Knops            | Jan Schröder        |
| 1965 | Jos van der Vleuten  | Cees Lute            | Peter Post          |
| 1966 | Wim Schepers         | Hans Den Hartog      | Cees Lute           |
| 1967 | Eddy Merckx          | Bart Zoet            | Jan Tummers         |
| 1968 | Eddy Beugels         | Jan Janssen          | Wim Schepers        |
| 1969 | Eric De Vlaeminck    | Paul In 't Ven       | Leo Duyndam         |
| 1970 | Joop Zoetemelk       | Eric De Vlaeminck    | Gerard Vianen       |
| 1971 | Wim Schepers         | Jan Krekels          | Joop Zoetemelk      |
| 1972 | Jan Krekels          | Wim Schepers         | Wim Kelleners       |
| 1973 | Freddy Maertens      | Eddy Planckaert      | Ben Janbroers       |
| 1977 | Joop Zoetemelk       | Gerben Karstens      | Frans Verbeeck      |
| 1978 | Jan Raas             | Klaus-Peter Thaler   | Michel Jacobs       |
| 1979 | Hennie Kuiper        | Jo Maas              | Hans Langerijs      |
| 1980 | Johan van der Velde  | Jo Maas              | Johan van der Meer  |
| 1981 | Ad Wijnands          | William Tackaert     | Joop Zoetemelk      |
| 1982 | Jan van Houwelingen  | Peter Winnen         | Joop Zoetemelk      |
| 1983 | Peter Winnen         | Jan van Houwelingen  | Piet van Katwijk    |
| 1984 | Henk Lubberding      | Joop Zoetemelk       | Johan van der Velde |
| 1985 | Peter Winnen         | Henri Manders        | Kim Andersen        |
| 1986 | Hennie Kuiper        | Fons van Katwijk     | Jan Siemons         |
| 1987 | Jelle Nijdam         | Jean-Paul van Poppel | Peter Pieters       |
| 1988 | Jean-Paul van Poppel | Gert-Jan Theunisse   | Erik Breukink       |
| 1989 | Ludo Peeters         | Jesper Skibby        | Rudy Dhaenens       |